# Nikifor Gerassimowitsch Popow
Nikifor Gerassimowitsch Popow (russisch Никифор Герасимович Попов, engl. Transkription Nikifor Popov; * 2. Juni 1911 in Chabarowsk; † 19. Juni 1983 in Moskau) war ein sowjetischer Langstreckenläufer.
1950 wurde er bei den Leichtathletik-Europameisterschaften in Brüssel Fünfter über 10.000 m.
Bei den Olympischen Spielen 1952 in Helsinki schied er über 5000 m im Vorlauf aus und wurde Elfter über 10.000 m.

## Persönliche Bestzeiten
- 5000 m: 14:16,0 min, 10. Juni 1952, Kiew
- 10.000 m: 30:14,2 min, 1955